# Sessilee Lopez
Sessilee Lopez (4 de enero de 1989) es una modelo estadounidense.  Ha modelado para Vogue y figurado en una de las portadas de su edición "All Black".

## Vida y carrera
Lopez es de ascendencia dominicana. 
Sessilee tiene dos hermanas, Kristian Lorén (una diseñadora de moda) y Latoya Mendez (una estudiante de medicina). Su madre es Janice Celeste (una empresaria y autora).
Su carrera comenzó en 2004, cuando firmó con IMG Models. Sessilee es representada en la actualidad por Major Model Management.  Su debut en la pasarela fue para los eventos de otoño 2004 para Vivienne Tam y Daryl K.  Ha aparecido en editoriales para la  Vogue estadounidense, italiana, franvesa, japonesa y alemana, para V Magazine, W Magazine, Allure, i-D, Dazed & Confused, Marie Claire, Numéro, la Elle sueca, estadounidense y francesa, y la Harper's Bazaar española y estadounidense. 
Ha aparecido en portadas de  Vogue Italia, Harper's Bazaar, y la francesa Numéro. 
Ha sido musa del fotógrafo Steven Meisel por años.
En septiembre de 2009, Lopez apareció junto a las modelos Arlenis Sosa, Chanel Iman, y Jourdan Dunn en la portada de la revista I-D.  Lopez apareció en los Victoria's Secret Fashion Show 2008 y 2009.
Lopez ha desfilado para Givenchy, Hermés, Dolce & Gabbana, Oscar De La Renta, Marc Jacobs, Karl Lagerfeld, Jean Paul Gaultier, Lanvin, Emporio Armani, Diane Von Furstenberg, Dries Van Noten, Rag & Bone, Tory Burch, Fendi, Carolina Herrera, Mulberry, Tommy Hilfiger, La Perla, Missoni, Vivienne Westwood, Alexander Wang, y Zac Posen.
Ha aparecido en campañas para Hermés, Calvin Klein, Lanvin, DKNY, Halston, Tommy Hilfiger, Gap, Uniqlo, Barneys New York, H&M, Benetton, Nordstrom, Macy's, Sak's Fifth Avenue, Levi's, y MAC Cosmetics.
Apareció en la película de 2015, Supermodel con Tyson Beckford.